# Сержіу Статі
Сержіу Статі (рум. Sergiu Stati) (7 вересня 1961) — молдовський державний і політичний діяч, дипломат. Член парламенту Молдови (2005-2009) за списками Комуністичної партії. Надзвичайний і Повноважний Посол Молдови в Україні.

## Біографія
Народився 7 вересня 1961 року. Володіє англійською мовою. Працював радником в Посольстві Молдови в Україні, згодом був заступником міністра закордонних справ Молдови. Працював в апараті Президента Молдови Володимира Вороніна.
З 2005 року депутат парламенту Молдови за списками комуністичної партії, голова парламентської комісії з питань зовнішньої політики і євроінтеграції. У період з 1 вересня 2005 по 16 квітня 2007 року був членом молдовської делегації в Парламентській асамблеї Ради Європи. 
З 09.11.2006 по 2009 — Надзвичайний і Повноважний Посол Молдови в Києві.